# Кантемиров, Мухтарбек Алибекович
Мухтарбек Алибекович Кантемиров (18 февраля 1934, Воронеж — 30 августа 2017, Москва) — советский артист цирка и киноактёр. Известный в стране каскадёр и создатель конного театра, президент Федерации боевого метания «Freeknife» (свободный нож), президент благотворительного фонда имени Ирбека Кантемирова, почетный член мексиканской ассоциации наездников «Чаррос». Заслуженный артист Северо-Осетинской АССР (1960), Народный артист Северо-Осетинской АССР (1975).
Представитель династии Кантемировых.

## Биография
Родился 18 февраля 1934 года в Воронеже в осетинской семье профессиональных цирковых наездников, был младшим среди 3 сыновей. На арене с 1945. В 1979 ушёл из цирка. 28 августа 1987 года создал первый и единственный в мире московский конный театр «Каскадёр», в котором был художественным руководителем, где на основе органичного соединения различных форм зрелищного искусства (театр, цирк, эстрада, кино) создаются большие постановки на исторические, античные темы.
Скончался на 84-м году жизни 30 августа 2017 года в Москве. Похоронен на Аллее Славы во Владикавказе.

## Семья
- Отец — Алибек Кантемиров (16 мая 1882 — 5 июля 1975)
- Мать — Мариам Кантемирова (Цирихова)
- Старшие братья:
  - Хасанбек Кантемиров (14 декабря 1924 — 30 июля 2007)
  - Ирбек Кантемиров (2 июня 1928 — 14 мая 2000)
- Двоюродные братья:
  - Бексултан Кантемиров
  - Зелимхан Кантемиров
- Троюродный брат — Даурбек Кантемиров
- Дяди:
  - Ибрагим Кантемиров
  - Султанбек Кантемиров
- Племянники:
  - Каджана Кантемирова (род. 29 октября 1950)
  - Алибек Кантемиров (род. 8 мая 1952)
  - Анатолий Кантемиров (род. 2 апреля 1957)
  - Маирбек Кантемиров (род. 16 марта 1965)
- Троюродный племянник — Олег Кантемиров (род. 2 февраля 1951).

## Награды
- Заслуженный артист Северо-Осетинской АССР (1960)
- Народный артист Северо-Осетинской АССР (1975)

## Фильмография
1. 1981 — Не бойся, я с тобой — Рустам
2. 1983 — Заложник
3. 1984 — В двух шагах от рая — Астаев
4. 1985 — Русь изначальная — хан Шмуэл-Зарол
5. 1987 — Сказание о храбром Хочбаре
6. 2003 — Марш-бросок — старейшина
7. 2006 — Парк советского периода — Рустам
8. 2011 — Не бойся, я с тобой! 1919 — Рустам